# 波夫奇涅
50°37′37″N 27°13′34″E / 50.62694°N 27.22611°E
波夫奇涅（烏克蘭語：Повчине），是烏克蘭北部的村莊，隸屬日托米爾州的茲維亞赫爾區。該村始建於1858年，面積1.74平方公里，海拔高度200米，2001年人口608，人口密度每平方公里349.43人。